# Hafen von Amsterdam

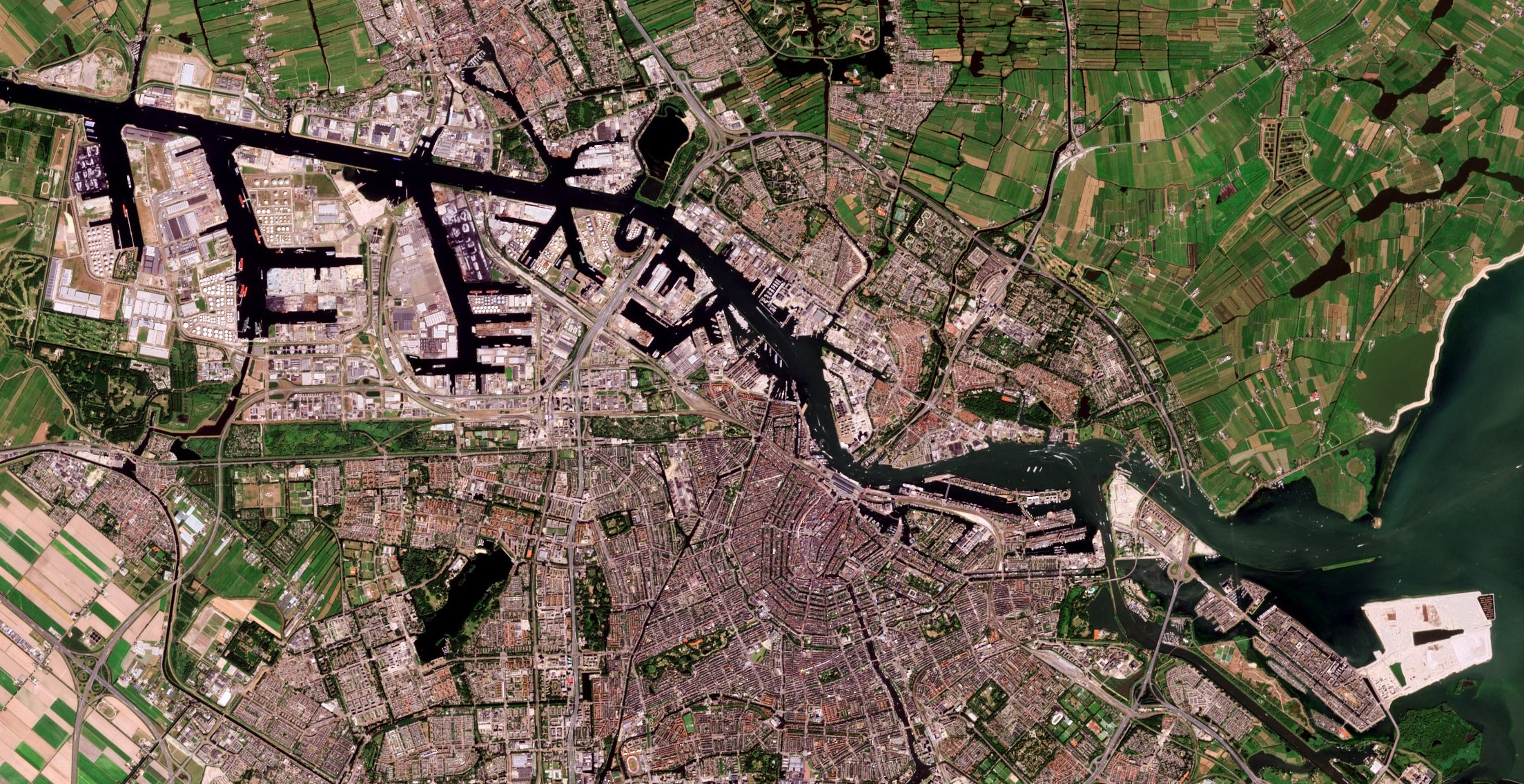
Hafen von Amsterdam

Der Hafen von Amsterdam (niederländisch Haven Amsterdam; englisch Port of Amsterdam) ist der größte Hafen im Gebiet der Seehäfen Amsterdam. Weitere Häfen sind in Velsen/IJmuiden, Beverwijk und Zaanstad, die in der Hafengruppe Amsterdam zusammengefasst werden. Es ist der zweitgrößte Hafen in den Niederlanden und steht europaweit an sechster Stelle (2012) mit einem Güterumschlag von 71,2 Millionen Tonnen.
In den zur Hafengruppe Amsterdam gehörenden Häfen der Region wurden 2016 insgesamt 96,5 Millionen Tonnen Güter umgeschlagen. Dabei entfielen auf die jeweiligen Häfen in den einzelnen Gemeinden:
- Amsterdam: 78,8 Mio. t (+0,4 %)
- IJmuiden: 16,8 Mio. t (−3,4 %)
- Zaanstad: 0,2 Mio. t (−32,9 %)
- Beverwijk: 0,7 Mio. t (+133 %)

Im gesamten Gebiet der Amsterdamer Häfen arbeiten rund 60.000 Menschen. Das gesamte Hafengebiet ist gezeitenfrei und über die Schleusen in IJmuiden erreichbar.

## Geschichte

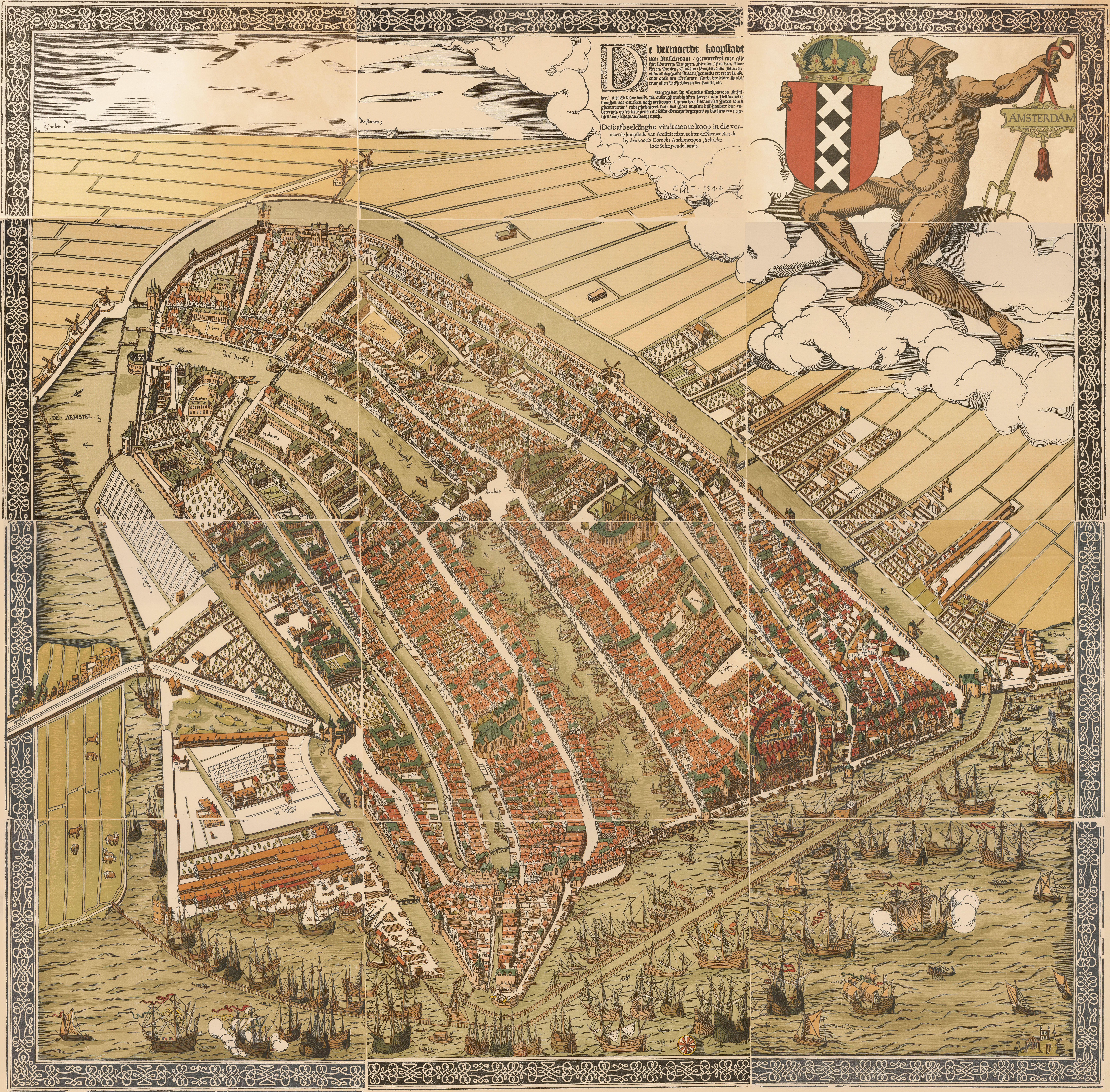
Cornelis Anthonisz.: Amsterdam mit Hafen um 1544

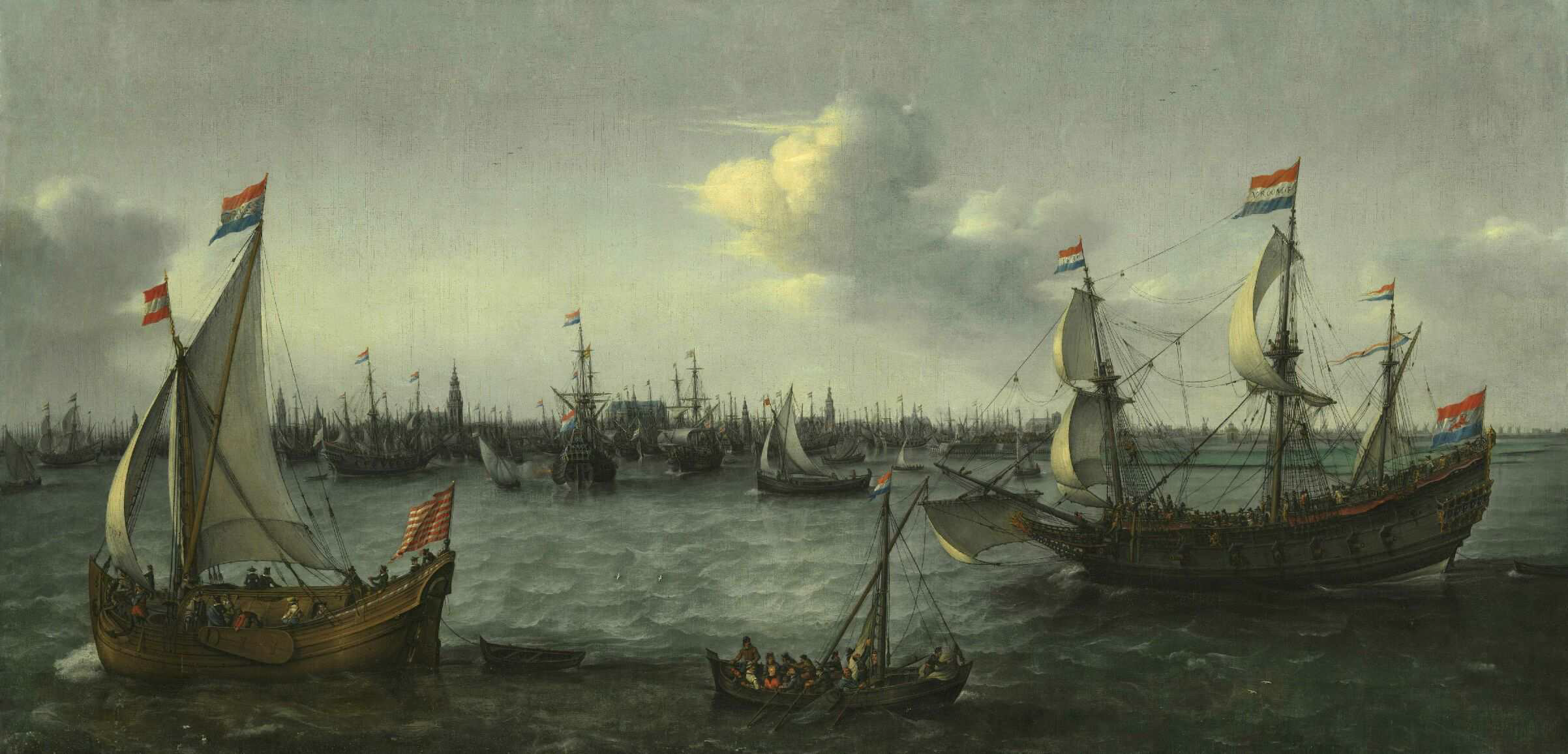
Der Seehafen von Amsterdam um 1630, Hendrick Cornelisz. Vroom

Die Stadt Amsterdam und ihr Hafen sind seit dem 13. Jahrhundert eng miteinander verknüpft. Der erste Hafen lag an der Amstelmündung zwischen Dam und dem IJ. Am Damrak und entlang der Warmoesstraat siedelten sich die Kaufleute an, die eine besondere Rolle in der Entwicklung von Amsterdam als Hafenstadt spielten. Im 16. Jahrhundert wurde der Hafen an der Ostseite der alten Innenstadt erweitert, wo auch die Werften lagen. Danach wurden in IJ die Inseln Oostelijke- und Westelijke Eilanden angelegt.
Die einzige Verbindung von Amsterdam zur Nordsee bestand über die Zuiderzee, das heutige IJsselmeer. Als dieser Fahrweg immer mehr versandete, wurde im Auftrag des Königs Wilhelm I. der Noordhollandsch Kanaal nach Den Helder angelegt und 1825 eröffnet. Kurz danach wurde der Hafen um das gezeitensichere Wester- und Oosterdok erweitert, was eine weitere effektive Hafennutzung ermöglichte. Als der Noordhollandsch Kanaal den steigenden Schiffsverkehr nicht mehr aufnehmen konnte, wurde 1865 bis 1876 der Nordseekanal gebaut. Er ist etwa 25 Kilometer lang, hat zehn Seitenkanäle und führt nach IJmuiden an der Nordsee.
Nach und nach wurde der Hafen Amsterdam weiter ausgebaut, so wurden das östliche Hafengebiet und neue Hafenbecken entlang dem Nordseekanal angelegt. 1892 wurde Amsterdam über den Merwede-Kanal besser an das Hinterland angeschlossen, 1952 wurde dieser Kanal bis nach Tiel zum Amsterdam-Rhein-Kanal erweitert und damit eine direkte Verbindung zum Rhein geschaffen.
Im Rahmen des Algemeen Uitbreidingsplan wurde in den 1950er Jahren das westliche Hafengebiet weiter ausgebaut; das östliche Gebiet verlor dadurch an Bedeutung. Dort wurden ab 1990 Wohngebiete gebaut.

## Geographie

Übersichtskarte der Amsterdamer Hafenbecken

Das Hafengebiet umfasst rund 1900 Hektar an Grundstücken und 600 Hektar Wasserfläche.

### Häfen und Hafenbecken
Die Hafenbecken erstrecken sich alle am westlichen Ufer des Nordseekanals. Von See kommend sind es folgende Häfen:
- Afrikahaven (Koordinaten) mit den Häfen
  - Madagascarhaven (Koordinaten)
  - Zansibarhaven (Koordinaten)

Im Afrikahaven werden Öl- und Chemieprodukte sowie Kohle verladen.
- Amerikahaven (Koordinaten) mit den Häfen
  - Alaskahaven (Koordinaten)
  - Cacaohaven (Koordinaten)
  - Australiëhaven (Koordinaten)
  - Tasmaniëhaven (Koordinaten)
  - Texashaven (Koordinaten)
  - Aziëhaven (Koordinaten)

Im Amerikahaven werden Öl, Chemie, Schrott, Baustoffe und Container umgeschlagen.
- Westhaven (Koordinaten) mit den Hafenbecken
  - Sonthaven (Koordinaten)
  - Bosporushaven (Koordinaten)
  - Suezhaven (Koordinaten)
  - Hornhaven (Koordinaten)
  - Beringhaven (Koordinaten)
  - Moezelhaven (Koordinaten)
  - Mainhaven (Koordinaten)

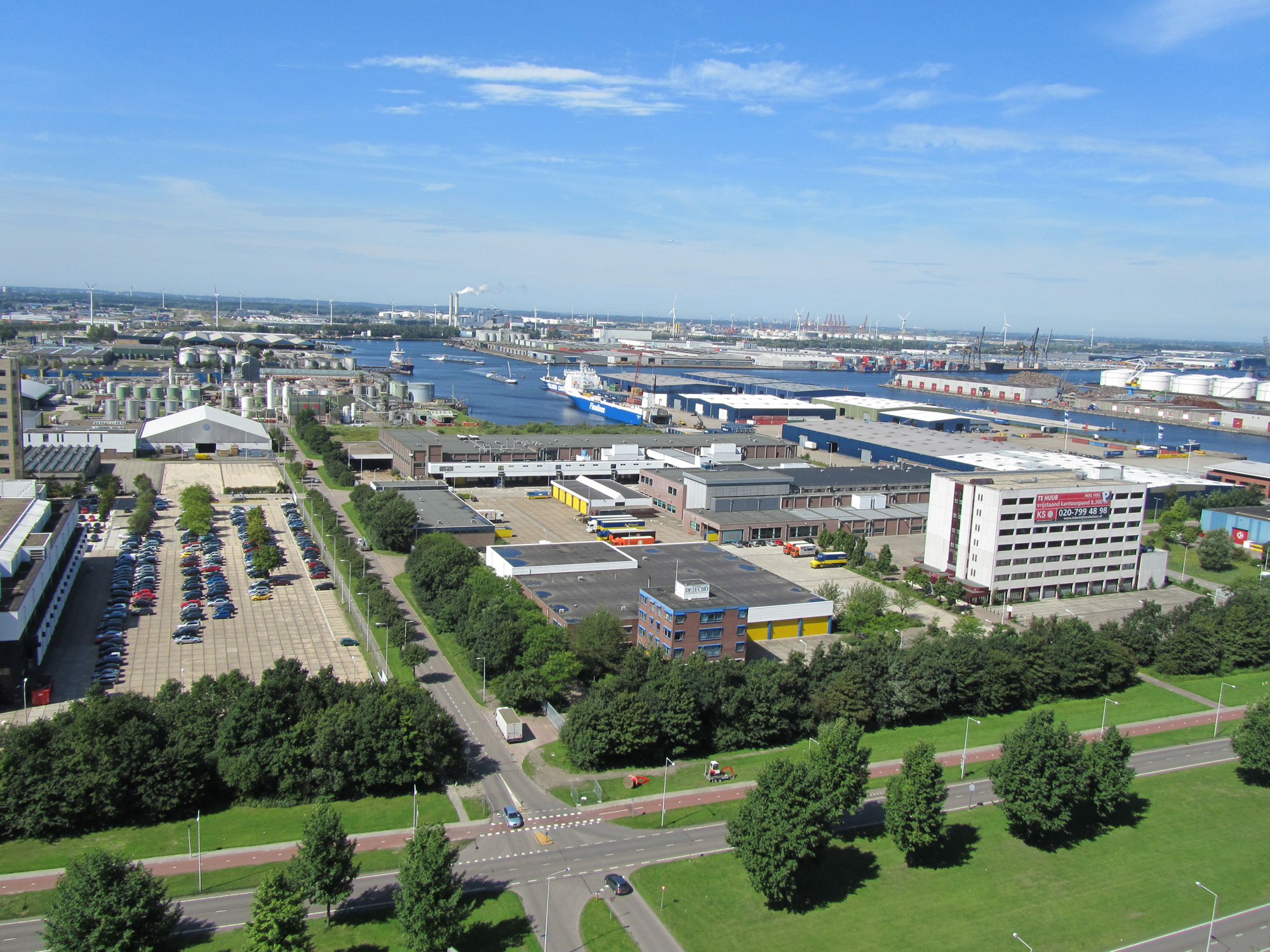
Blick über den Westhaven

Im Westhaven befinden sich RoRo-Anlagen und verschiedene Logistikunternehmen. Es werden Öl und Chemie, Lebensmittel, Baustoffe und Schrott umgeschlagen.
- Jan van Riebeeckhaven (Koordinaten) mit den Häfen
  - Carel Reyniershaven (Koordinaten)
  - Usselingxhaven (Koordinaten)
  - Adenhaven (Koordinaten)

Im Jan van Riebeckhaven werden Öl, Chemie, Holz und Recyclingmaterial umgeschlagen.
- Petroleumhaven (Koordinaten)

Im Petroleumhaven werden Öl und chemische Stoffe umgeschlagen.
- Coenhaven (mit Havenkom A und C) (Koordinaten)

Im Coenhaven werden Baustoffe, Schrott, Öl und Chemie umgeschlagen.
- Mercuriushaven (Koordinaten) mit den Hafenbecken
  - Vlothaven (Koordinaten)
  - Neptunushaven (Koordinaten)
  - Minervahaven (Koordinaten)
  - Nieuwe Houthaven (Koordinaten)
  - Houthaven (Koordinaten)
  - Oude Houthaven (Koordinaten)

Im Mercuriushaven werden Öl und Chemie, Baustoffe, Schrott, Nahrungsmittel und Holz umgeschlagen.
Die östlich gelegenen Häfen
- IJhaven (Koordinaten)
- Ertshaven (Koordinaten)
- Spoorwegbassin (Koordinaten)
- Entrepothaven (Koordinaten)

wurden in Wohngebiete umgewandelt.

## Kreuzfahrt
In der Nähe des Hauptbahnhofs liegt das Passagierterminal Amsterdam (PTA) (Koordinaten) mit 600 Meter Kailänge für See- und Flusskreuzfahrtschiffe. 2010 wurden dort 90 Seeschiffe und 1195 Flusskreuzfahrtschiffe abgefertigt. Zusammen mit dem Passagierhafen IJmuiden (Koordinaten) wurden 1,014 Millionen Passagiere befördert.
Im Jahr 2015 gab es 184 Anläufe von Kreuzfahrt-Seeschiffen, 142 am bestehenden Passenger Terminal Amsterdam im Amsterdamer Hafen und 42 im nahen IJmuiden. Außerdem gab es rund 1700 Anläufe von Flusskreuzfahrtschiffen. Amsterdam Cruise Port (ACP) erwartet für 2015 um die 775.000  Passagiere. Im Amsterdamer Hafen wird ein neuer Passagier-Terminal erforderlich, damit nach Fertigstellung der großen neuen Seeschleuse in IJmuiden die dann noch größeren Kreuzfahrtschiffe in der Stadt abgefertigt werden können.

## Güterumschlag im Hafen Amsterdam

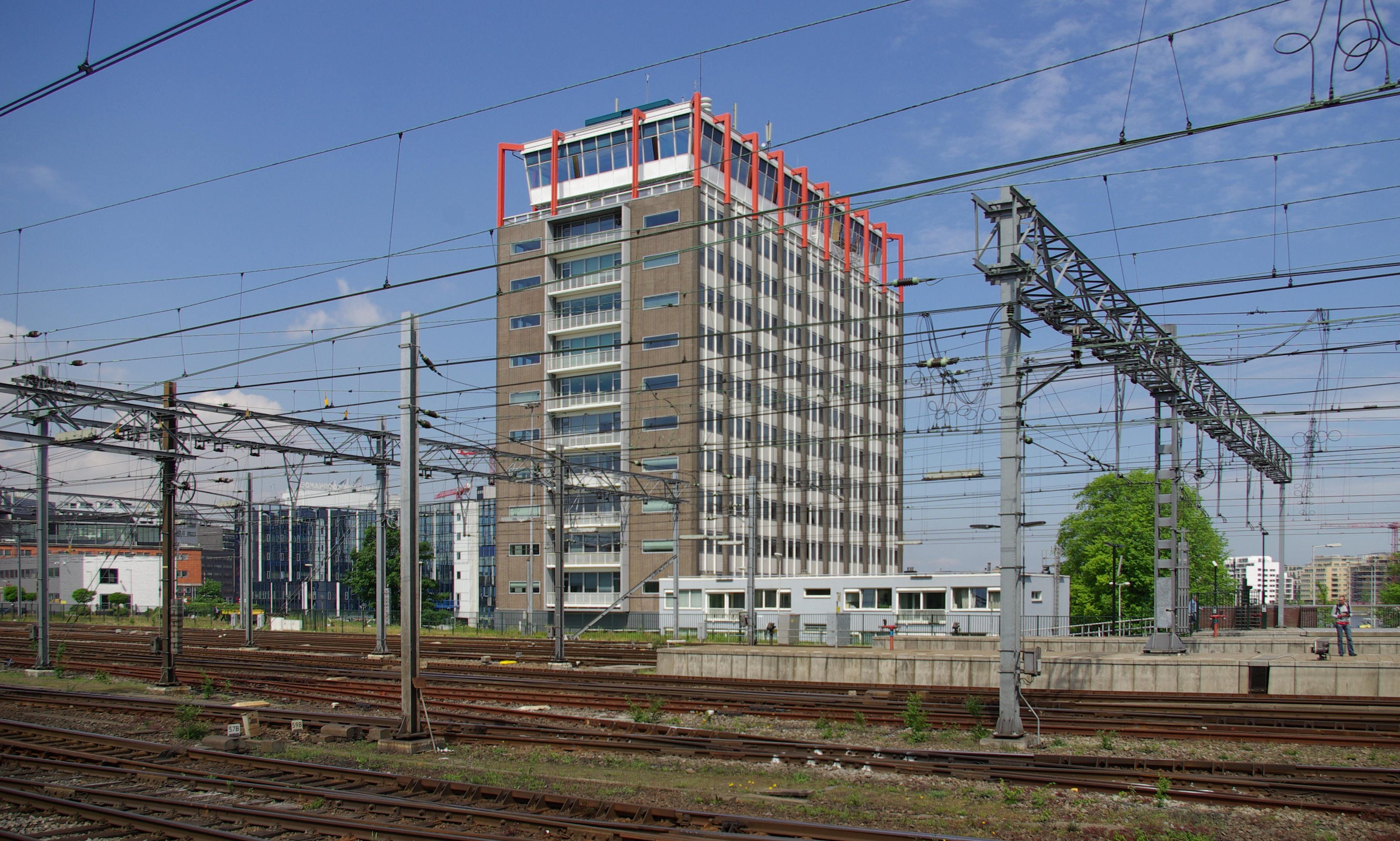
Hafenverwaltung

| Produkt / Jahr         | 1995   | 2000   | 2005   | 2006   | 2007   | 2008   | 2009   | 2010   |  | 2015 | 2016       |
| ---------------------- | ------ | ------ | ------ | ------ | ------ | ------ | ------ | ------ |  | ---- | ---------- |
| Öl (Flüssiggut)        | 7,094  | 11,207 | 19,131 | 23,428 | 24,866 | 30,617 | 35,252 | 34,653 |  |      | 45,3       |
| Kohle                  | 4,760  | 11,289 | 12,597 | 12,314 | 17,266 | 17,290 | 14,656 | 14,199 |  |      | 16,1       |
| Agrarprodukte (Bulk)   | 7,529  | 10,044 | 8,299  | 8,085  | 8,323  | 8,740  | 7,958  | 8,906  |  |      | 6,4        |
| Sand, Kies, Mineralien | 3,952  | 4,623  | 6,707  | 7,325  | 6,852  | 5,797  | 5,502  | 6,586  |  |      |            |
| Container (in Mio. t)  | 1,111  | 0,782  | 0,925  | 3,257  | 3,435  | 3,902  | 1,868  | 0,83   |  |      | 51.500 TEU |
| andere                 | 6,778  | 6,669  | 6,160  | 6,602  | 7,132  | 9,475  | 8,157  | 7,525  |  |      |            |
| Total                  | 31,224 | 44,614 | 53,819 | 61,011 | 67,874 | 75,821 | 73,393 | 72,699 |  | 78,5 | 78,8       |

## Hafenverwaltung
Die Verwaltung des Hafens Gemeentelijk Havenbedrijf Amsterdam (GHA) wurde nach einem Beschluss des Amsterdamer Stadtrates verselbstständigt und zum 1. April 2013 in eine Aktiengesellschaft umgewandelt. Für drei Jahre soll die Stadt Amsterdam Alleingesellschafter bleiben, danach soll der Gesellschafterkreis erweitert werden.

## Musikalische Rezeption
Jacques Brel verewigte den Hafen und seine Matrosen in dem Chanson Dans le Port d’Amsterdam.